# Trioza brevigenae
Trioza brevigenae är en insektsart som beskrevs av Mathur 1973. Trioza brevigenae ingår i släktet Trioza och familjen spetsbladloppor. Inga underarter finns listade i Catalogue of Life.